# 2-(2H-Benzotriazol-2-yl)-4-(tert-butyl)-6-(sec-butyl)phenol
2-(2H-Benzotriazol-2-yl)-4-(tert-butyl)-6-(sec-butyl)phenol (UV-350) ist eine chemische Verbindung aus der Gruppe der 2-(2-Hydroxyphenyl)-2H-benzotriazole.

## Eigenschaften
2-(2H-Benzotriazol-2-yl)-4-(tert-butyl)-6-(sec-butyl)phenol ist ein weißer Feststoff, der löslich in Chloroform und DMSO ist.

## Verwendung
2-(2H-Benzotriazol-2-yl)-4-(tert-butyl)-6-(sec-butyl)phenol wird häufig zur Erhöhung der Produktstabilität und zur Verhinderung von Verfärbungen bei verschiedenen Konsum- und Industriegütern wie z. B. Kunststoffen verwendet. Die Verbindung wird auch in Kosmetika eingesetzt.

## Gefahrenbeurteilung und Verwendungsbeschränkungen
Benzotriazol-UV-Stabilisatoren, wie 2-(2H-Benzotriazol-2-yl)-4-(tert-butyl)-6-(sec-butyl)phenol, sind Schadstoffe für die aquatische Umwelt und wurden als potentielle stabile und toxische Liganden für den Arylkohlenwasserstoffrezeptor beim Menschen in Betracht gezogen.
Im Dezember 2015 wurde 2-(2H-Benzotriazol-2-yl)-4-(tert-butyl)-6-(sec-butyl)phenol in die Liste der besonders besorgniserregenden Stoffe (Kandidatenliste) gem. REACH-Verordnung aufgenommen, da es sehr persistent und sehr bioakkumulierend ist. 2018 wurde die Aufnahme in den Anhang XIV der REACH-Verordnung empfohlen, mit Wirkung zum 6. Februar 2020 wurde die Aufnahme in das Verzeichnis der zulassungspflichtigen Stoffe nach Anhang XIV der REACH-Verordnung beschlossen. Zum  Ablaufdatum 27. Nov. 2023 ist damit das Inverkehrbringen und die Verwendung des Stoffes in der EU ohne Zulassung verboten.